# Sa’id Abdewali
Sa’id Abdewali (pers. سعید عبدولی; ur. 4 listopada 1989) – irański zapaśnik w stylu klasycznym. Dwukrotny olimpijczyk. Brązowy medalista olimpijski z Rio de Janeiro 2016 w kategorii 75 kg. Zajął jedenaste miejsce na igrzyskach olimpijskich w Londynie 2012 w kategorii 66 kg.
Podczas mistrzostw świata w Stambule zdobył złoty medal w kategorii do 66 kilogramów. W finale pokonał Manuczara Cchadaię. Trzeci w 2017 i 2019 roku.
Złoty medalista igrzysk azjatyckich w Kantonie w 2010 a trzeci w 2014. Złoto na mistrzostwach Azji w 2019 i brąz w 2009 i 2014. Pierwszy w Pucharze Świata w 2010, 2011, 2012, 2014 i 2016; trzeci w 2017 i siódmy w 2013. Wojskowy mistrz świata w 2013 roku.